# New York Renaissance

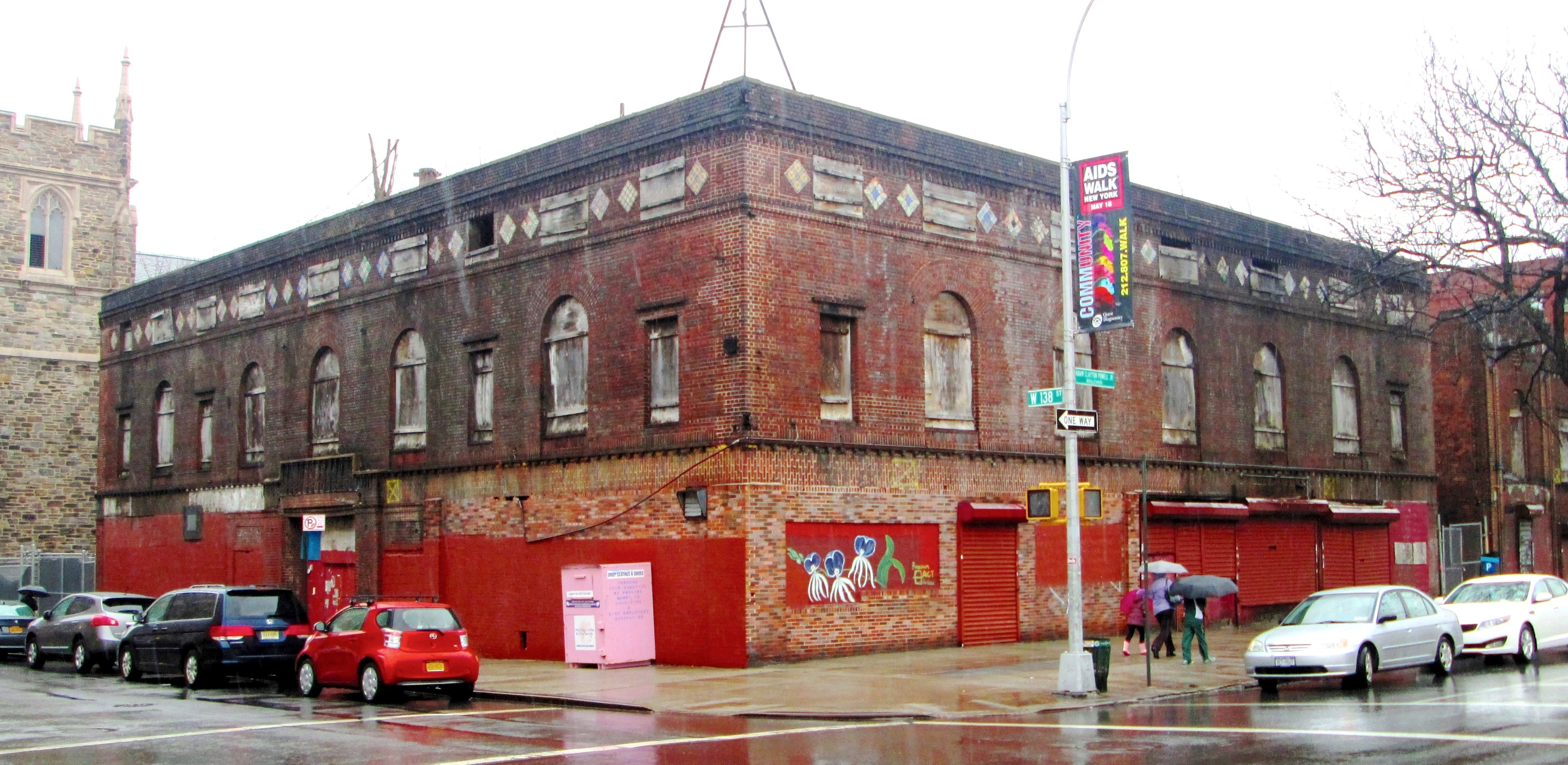
New York Harlem Renaissance, donde jugaban los partidos los Harlem Renaissance.

Los Harlem Renaissance, también conocidos como Harlem Renaissance Big Five o New York Rens, fue un equipo de baloncesto formado exclusivamente por jugadores afroamericanos, fundado en 1923 por Robert "Bob" Douglas, pocos años antes que los Harlem Globetrotters. Su nombre proviene del salón de baile Harlem Renaissance situado entre la calle 138 y la séptima avenida de Nueva York, un local de lujo de la época, que les sirvió como cancha de juego. El equipo jugó la mayoría de sus partidos recorriéndose el país de costa a costa, contratando amistosos por las ciudades por donde pasaban, ya que en aquella época los jugadores negros tenían vetado el acceso a las ligas profesionales.
El equipo jugó su primer partido el 3 de noviembre de 1923. Los Rens fueron el equipo dominante de baloncesto en los años 20 y los años 30. En la temporada 1932-33 completaron un balance de 112 partidos ganados y 8 derrotas, consiguiendo 88 victorias consecutivas, marca que no ha sido batida nunca por un equipo profesional. En 1939 fueron el primer equipo formado por negros en lograr un campeonato oficial, al batir en la final del World Professional Basketball Tournament de Chicago a los Oshkosh All-Stars por 34-25.
El equipo desapareció en 1949, con un balance total de 2.588 victorias y 539 derrotas. En 1963 fueron incluidos como equipo en el Basketball Hall of Fame.